# Sandi Novak
Sandi Novak, slovenski atlet, * 16. julij 1973, Kranj, Slovenija
Sandi Novak je slovenski paraolimpijski maratonec. Po izobrazbi je mizar. Do leta 2005 je bil zaposlen pri mizarju Janezu Sveticu v Žejah – vasi, nekaj minut oddaljeni od Zgornjih Dupelj.

### Nesreča
Leta 2005 je bil njegov prijatelj tik pred poroko in Novak je pomagal pri pripravi fantovščine. Običaj je, da mora bodoči ženin po vasi nositi lesen križ. Tega je naredil Sandi. V nekem delu noči je bil bodoči ženin utrujen in je odložil križ. Ta je padel na Sandija in treba je bilo poklicati reševalce. Ti so prišli zelo hitro, kar je bilo ključno za Sandijevo preživetje. Po 14-dnevni komi, so ga poslali v rehabilitacijski center Soča, nato pa se je pridružil centru za poškodbe glave Korak. Od tega dogodka je ostal skoraj popolnoma slep. Na levo oko ne vidi popolnoma nič, na desno oko pa zaznava nekaj sivin, odvisno od svetlobe.  

### Kariera
Sandi Novak se je odločil, da bo svoj prosti čas preživel na tekaški stezi. Leta 2007 se je začel resneje ukvarjati s tekom. Trikrat tedensko je pretekel 20 kilometrov. Svojih prvih 10 kilometrov na organiziranih tekih je pretekel skupaj z varovanci iz centra za poškodbe glave Korak. 2008 je pretekel svoj prvi Ljubljanski maraton. Dosegel je čas 04:07:31. Z njim sta tekla spremljevalca Klemen Triler in Primož Černilec. Pripravljenost je stopnjeval in se začel profesionalno ukvarjati s tekom. Ekipi se je pridružil uveljavljen slovenski tekač Roman Kejžar, ki je takrat zaključeval svojo profesionalno kariero. 
Novak je v svoji karieri pretekel pet Ljubljanskih maratonov, tri maratone v Dubaju, štiri Londonske maratone, po en maraton v Berlinu in v Hannovru ter petnajst polmaratonov. Odtekel je tudi veliko dobrodelnih maratonov, leta 2019 pa se je povzpel na Triglav.

### Odmevnejši rezultati
Na parasvetovnem prvenstvu v atletiki v Lyonu leta 2013 je bil sedmi, s časom 2:56:56. Leto kasneje je na evropskem prvenstvu v Walesu 5-kilometrsko preizkušnjo končal na petem mestu. Leta 2016 je v Dubaju s časom 2:39:57 dosegel osebni rekord in normo za Paraolimpijske igre v Riu de Janeiru. Tam je istega leta ciljno črto prečkal osmi, s časom 3:02:36. To je tudi njegov največji dosežek v karieri.

### Paraolimpijske igre 2016
Paraolimpijske igre 2016 so potekale v Riu de Janeiru od 7. septembra do 18. septembra. Slovenija je tja poslala osem aktivnih športnikov. Sandi Novak je nastopil na maratonu, ki je bil izveden zadnji tekmovalni dan. Slepi in slabovidni tekmovalci so razdeljeni po kategorijah glede na stopnjo slabovidnosti. Novak spada v kategorijo T11, kjer so tekmovalci, ki ne vidijo nič oz. vidijo od 0 do 5 odstotkov, zato potrebujejo spremljevalne tekače. Upravičeni so do dveh sotekačev, vsak teče polovico maratona. Tekač je s trakom povezan s spremljevalcem, ta pa ga vodi, daje okrepčilo na okrepčevalnih postajah in skrbi za obvestila o času, hitrosti, kilometrih. Sandijeva sotekača na paraolimpijskih igrah v Riu sta bila Roman Kejžar in Urban Jereb.
Razmere niso bile idealne, saj je bilo precej vlage in vročine. Sandi pa zaradi novih pravil, prvič uveljavljenih za te paraolimpijske igre, ni tekmoval le s svojo skupino, ker so jo združili s kategorijo T12. Tekači v tej kategoriji so slabovidni in lahko tečejo sami brez spremljevalca.

### Konec kariere
Leta 2021 je Novak naznanil konec tekmovalne kariere. Temu je botrovala tudi odločitev Komisije za tekmovalni šport pri Zvezi za šport invalidov Slovenije, da Novaka kljub izpolnjeni normi, ne pošljejo na paraolimpijske igre v Tokiu. 
Ob koncu tekaške kariere je razmišljal, da bi se ukvarjal s kolesarjenjem, balinanjem, namiznim tenisom za slepe itd. 

### Kariera v številkah
- 5 ljubljanskih maratonov

- 3 maratoni v Dubaju

- 4 maratoni v Londonu

- 1 maraton v Berlinu

- 1 maraton v Hannovru

- 15 polmaratonov

- svetovno prvenstvo Lyon 2013 – 7. mesto

- evropsko prvenstvo Wales 2014 – 5 mesto na 5 km

- olimpijske igre Rio 2016 – 8. mesto [6]